# 베르네르 폰 헤이덴스탐

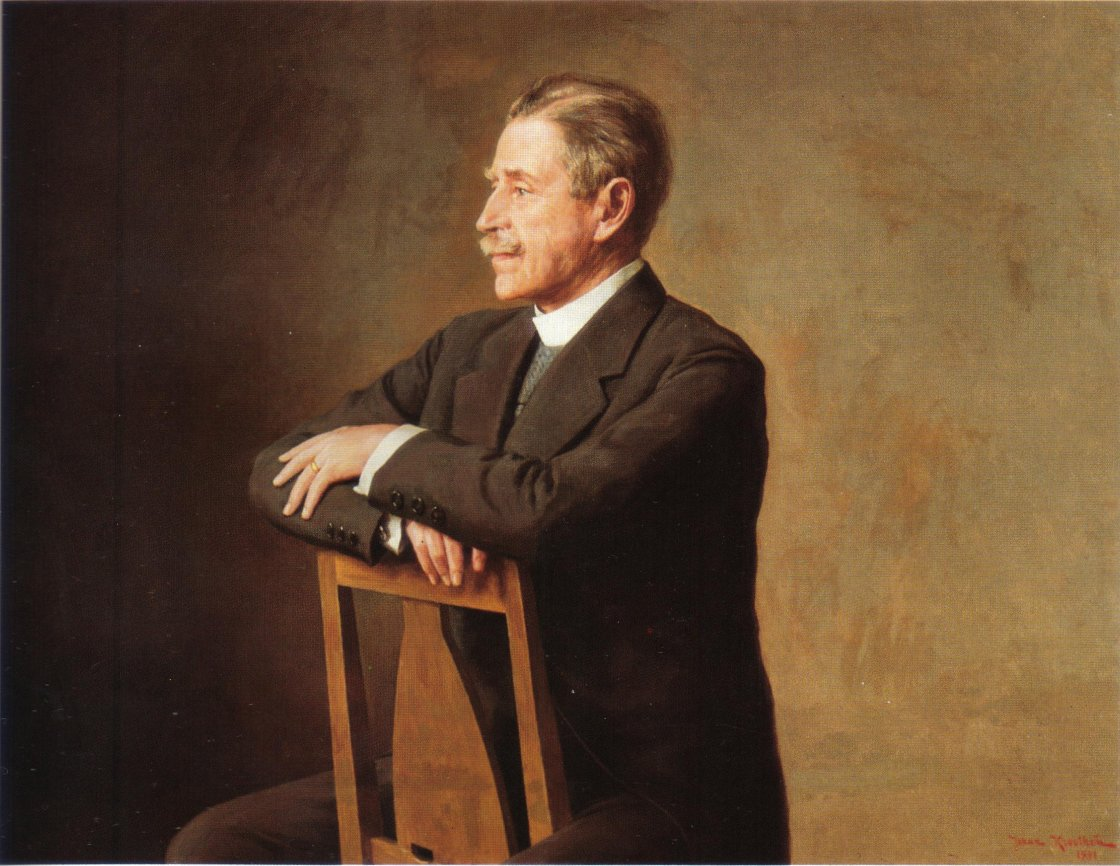
베르네르 폰 헤이덴스탐

칼 구스타브 베르네르 폰 헤이덴스탐(Carl Gustaf Verner von Heidenstam, 1859년 6월 6일 ~ 1940년 5월 20일)은 스웨덴의 시인·소설가이다. 군인귀족의 명문 출신으로 수도에서 공부를 했으나 17세 때 신병으로 이를 중단하고 휴양을 겸하여 남구(南歐) 근동(近東)을 여행했다. 한동안 화가를 지망했으나 그 후 '펜'이야말로 스스로 갈 길임을 깨닫고 부친의 죽음을 계기로 고향에 돌아가 장원주(莊園主)가 되어 문학에 전념하게 되었다.
1888년 첫 작품 <순례와 편력의 세월>에서 동방인의 방일(放逸)하고 소박한 생활의 환희를 노래하고 당시의 자연주의 문학에 반항(反抗)한 그는 소설 <한스 알리에누스>로서 편력(遍歷) 끝에 안주(安住)의 땅을 고향에서 발견하고, 그 후는 향토와 고국을 열렬히 사랑하는 시인이 되었으며 이 열정은 스웨덴과 러시아 제국 간의 대북방 전쟁에서 병사들의 충성을 그린 <카를 왕의 군대>(1898)에서 그 정점에 도달된다. 그는 다시 <숲은 술렁인다> <성(聖) 게오르게와 용(龍)>에서 조국에의 사랑과 희생적 정신을 높이 제창하고, 또한 조국의 중세사에서 제재(題材)를 따 <성(聖) 비르기타의 순례> <폴쿤가가(家)의 이야기> 등의 역사소설을 썼다. 이 열렬한 조국애는 20세기 벽두의 좌우 정치투쟁 속에서 헤이덴스탐을 보수진영으로 달리게 했으며 스트린드베리가 주장하는 프롤레타리아 철학에 반대하여 그와 맞서 논쟁했다. 애국시집 <하나의 민족> 가운데의 1편인 <스웨덴>은 제2국가(國歌)로서 지금도 불리고 있다. 1912년 아카데미 회원. 1916년 노벨 문학상을 수상했다.